# ヘキサニトラトセリウム(IV)酸アンモニウム
ヘキサニトラトセリウム(IV)酸アンモニウム（ヘキサニトラトセリウム よん さんアンモニウム、ammonium hexanitratocerate(IV)）は、化学式が (NH4)2[Ce(NO3)6]で表されるセリウム(IV)を中心金属とする錯体である。硝酸セリウム(IV)アンモニウムともいう。セリウム(IV)に6つの硝酸イオンが配位した2価の錯イオンのアンモニウム塩である。略称として CAN と呼ばれる。
セリウムが3価であるヘキサニトラトセリウム(III)酸アンモニウムは工業的な需要が乏しく、単に硝酸セリウムアンモニウムというときは4価の塩を指すことがほとんどである。
化学的な性質は硝酸アンモニウムに類似し、爆発性や環境への影響（主に窒素化合物として）も同様である。
元素としてのセリウムに人体や環境への有害性は知られていないが、4価イオンは塩素に匹敵する強酸化性物質であり、有機合成で用いられる。消防法の規制を受けるほか腐食性物質として、取り扱いには配慮が必要。
試薬としての規格が JIS K 8556にある。

## 製法
酸化セリウム(IV)を熱濃硝酸に溶解して硝酸セリウム(IV)の錯イオンとしたのち、アンモニアガスを吸収させるか、硝酸アンモニウムで複分解する。強酸下でないと加水分解する。

Hexanitratocerate anion

## 用途
4価のセリウムが3価となる時に強酸化性を示すことから、酸化剤として有機合成化学や、半導体産業でのウエットエッチングに利用されている（有機合成化学における反応例は英語版に詳しい）。
また、金属クロムを二クロム酸イオンに酸化・溶解することから、液晶ディスプレイのカラーフィルタやフォトマスクの製造工程で、ウエットエッチング液の主成分として使用される（集積度が低く、製品面積が大であるため、スパッタリングより適している）。
濃度管理を適切に行うと、金属クロムの薄膜上へフォトレジストにより描かれた微細な回路パターンを、精度よく顕像化することができる（セリウム(IV)は320 nm付近に吸収の極大を持ち、これによる濃度管理が可能）。